# قرعة كأس العالم 2014

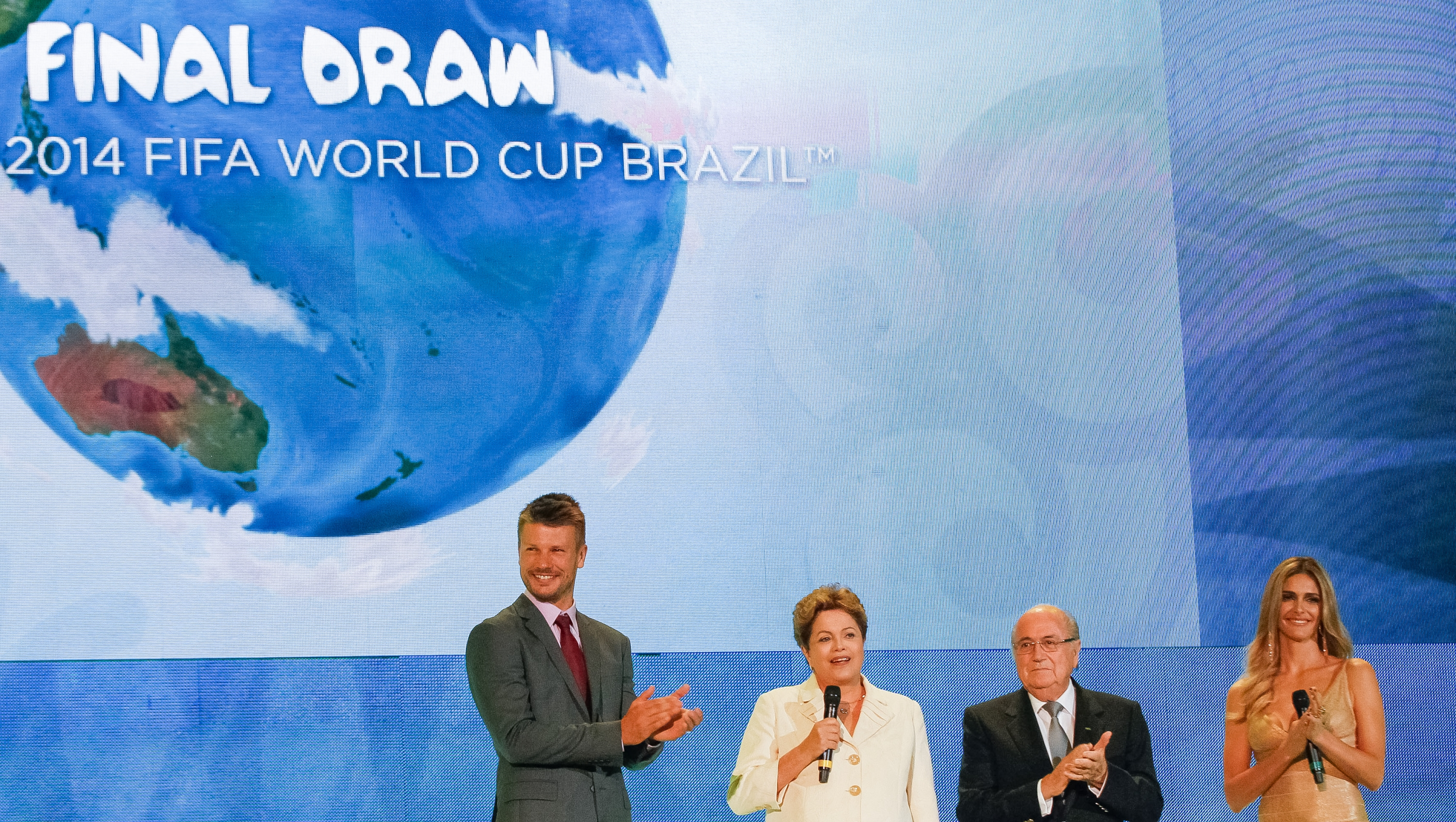

القرعة النهائية لبطولة كأس العالم لكرة القدم 2014 أقيمت في 6 ديسمبر 2013 بمدينة باهيا في الساعة 13:00 بالتوقيت المحلي. وفيها تم تحديد المجموعات الثمانية.
فتم تقسيم المنتخبات المشاركة إلى أربعة مستويات بناءآً على تصنيف الفيفا العالمي. وعلى الرغم من أقامة القرعة في شهر ديسمبر إلا أن الفيفا رأي أنه من الحياد أن يُستخدم تصنيف الفيفا لشهر أكتوبر، حتى لا تستفيد المنتخبات التي لعبت مباريات إضافية ضمن مباريات الملحق بالتقدم في سلم التصنيف. وضعت البرازيل في المستوى الأول على الرغم من احتلالها للمركز الحادي عشر في تصنيف الفيفا للمنتخبات، ولكن تماشياً مع أعراف الاتحاد الدولي لكرة القدم فإن الدول المستضيفة عادة ما تكون ضمن التصنيف الأول. بينما شغلت المنتخبات السبعة الأوائل في التصنيف الفيفا المراكز الباقية في المستوى الأول. وبهذا توضع منتخبات الأرجنتين وكولومبيا و الأوروغواي و أسبانيا و ألمانيا و بلجيكا و سويسرا و البرازيل على رؤوس المجموعات الثمانية.
| المنتخب             | ترتيب الفيفا (لشهر أكتوبر 2013) |
| ------------------- | ------------------------------- |
| البرازيل (المستضيف) | 11                              |
| إسبانيا             | 1                               |
| ألمانيا             | 2                               |
| الأرجنتين           | 3                               |
| كولومبيا            | 4                               |
| بلجيكا              | 5                               |
| الأوروغواي          | 6                               |
| سويسرا              | 7                               |
| هولندا              | 8                               |
| إيطاليا             | 9                               |
| إنجلترا             | 10                              |
| تشيلي               | 12                              |
| الولايات المتحدة    | 13                              |
| البرتغال            | 14                              |
| اليونان             | 15                              |
| البوسنة والهرسك     | 16                              |
| ساحل العاج          | 17                              |
| كرواتيا             | 18                              |
| روسيا               | 19                              |
| فرنسا               | 21                              |
| الإكوادور           | 22                              |
| غانا                | 23                              |
| المكسيك             | 24                              |
| كوستاريكا           | 31                              |
| الجزائر             | 32                              |
| نيجيريا             | 33                              |
| هندوراس             | 34                              |
| اليابان             | 44                              |
| إيران               | 49                              |
| كوريا الجنوبية      | 56                              |
| أستراليا            | 57                              |
| الكاميرون           | 59                              |

## المستويات الأربعة
كما هو الحال في بطولات كأس العالم السابقة، وزع الاتحاد الدولي لكرة القدم المنتخبات الباقية وعددها 24 منتخباً على المستويات الثلاثة الأخرى طبقا لمعايير رياضية وإقليمية. فضم المستوي الثاني سبع منتخبات، خمس منتخبات أفريقية و منتخبين من أمريكا الجنوبية. بينما ضم المستوى الثالث ثماني منتخبات، أربعة منتخبات آسيوية و أربعة منتخبات من أمريكا الشمالية. في المقابل احتلت المنتخبات الأوروبية التسعة المتبقية المستوى الرابع. وبسبب عدم التساوي بين المستويات، فأن الاتحاد الدولي لكرة القدم سيقوم بإجراء خطوة إضافية في القرعة لتحديد المنتخب المكمل لمنتخبات المستوى الثانى.
| المستوى الأول (رؤوس المجموعات)                                                                | المستوى الثاني (أمريكا الجنوبية و أفريقيا)                              | المستوى الثالث (آسيا و أمريكا الشمالية )                                                       | المستوى الرابع (أوروبا)                                                                     |
| --------------------------------------------------------------------------------------------- | ----------------------------------------------------------------------- | ---------------------------------------------------------------------------------------------- | ------------------------------------------------------------------------------------------- |
| البرازيل (المستضيف) · الأرجنتين · كولومبيا · الأوروغواي · بلجيكا · ألمانيا · إسبانيا · سويسرا | الجزائر · الكاميرون · ساحل العاج · غانا · نيجيريا · تشيلي · الإكوادور · | أستراليا · اليابان · إيران · كوريا الجنوبية · كوستاريكا · هندوراس · المكسيك · الولايات المتحدة | البوسنة والهرسك · كرواتيا · إنجلترا · فرنسا · اليونان · إيطاليا · هولندا · البرتغال · روسيا |

وتنص قواعد القرعة على عدم وقوع أكثر من فريقين أوروبيين في مجموعة واحدة كما تنص على عدم وقوع أكثر من فريق واحد من كل اتحاد قاري آخر في مجموعة واحدة، لتجنيب منتخبات القارة الواحدة من المواجهة المبكرة في مجموعة واحدة.

## النتيجة
نتيجة القرعة جاءت على النحو التالي :
| المجموعة A     | المجموعة B           | المجموعة C            | المجموعة D          |
| -------------- | -------------------- | --------------------- | ------------------- |
| البرازيل (3)   | إسبانيا (1)          | كولومبيا (8)          | الأوروغواي (7)      |
| كرواتيا (18)   | هولندا (15)          | اليونان (12)          | كوستاريكا (28)      |
| المكسيك (20)   | تشيلي (14)           | ساحل العاج (23)       | إنجلترا (10)        |
| الكاميرون (56) | أستراليا (62)        | اليابان (46)          | إيطاليا (9)         |
| المجموعة E     | المجموعة F           | المجموعة G            | المجموعة H          |
| سويسرا (6)     | الأرجنتين (5)        | ألمانيا (2)           | بلجيكا (11)         |
| الإكوادور (26) | البوسنة والهرسك (21) | البرتغال (4)          | الجزائر (22)        |
| فرنسا (17)     | إيران (43)           | غانا (37)             | روسيا (19)          |
| الهندوراس (33) | نيجيريا (44)         | الولايات المتحدة (13) | كوريا الجنوبية (57) |